# Skepticism
Skepticism è una band funeral doom metal fondata nel 1991 a Riihimäki nella Finlandia meridionale. Il gruppo, assieme ai connazionali Thergothon, è considerato uno dei pionieri del funeral doom, sottogenere del doom particolarmente cupo e atmosferico.

## Storia del gruppo

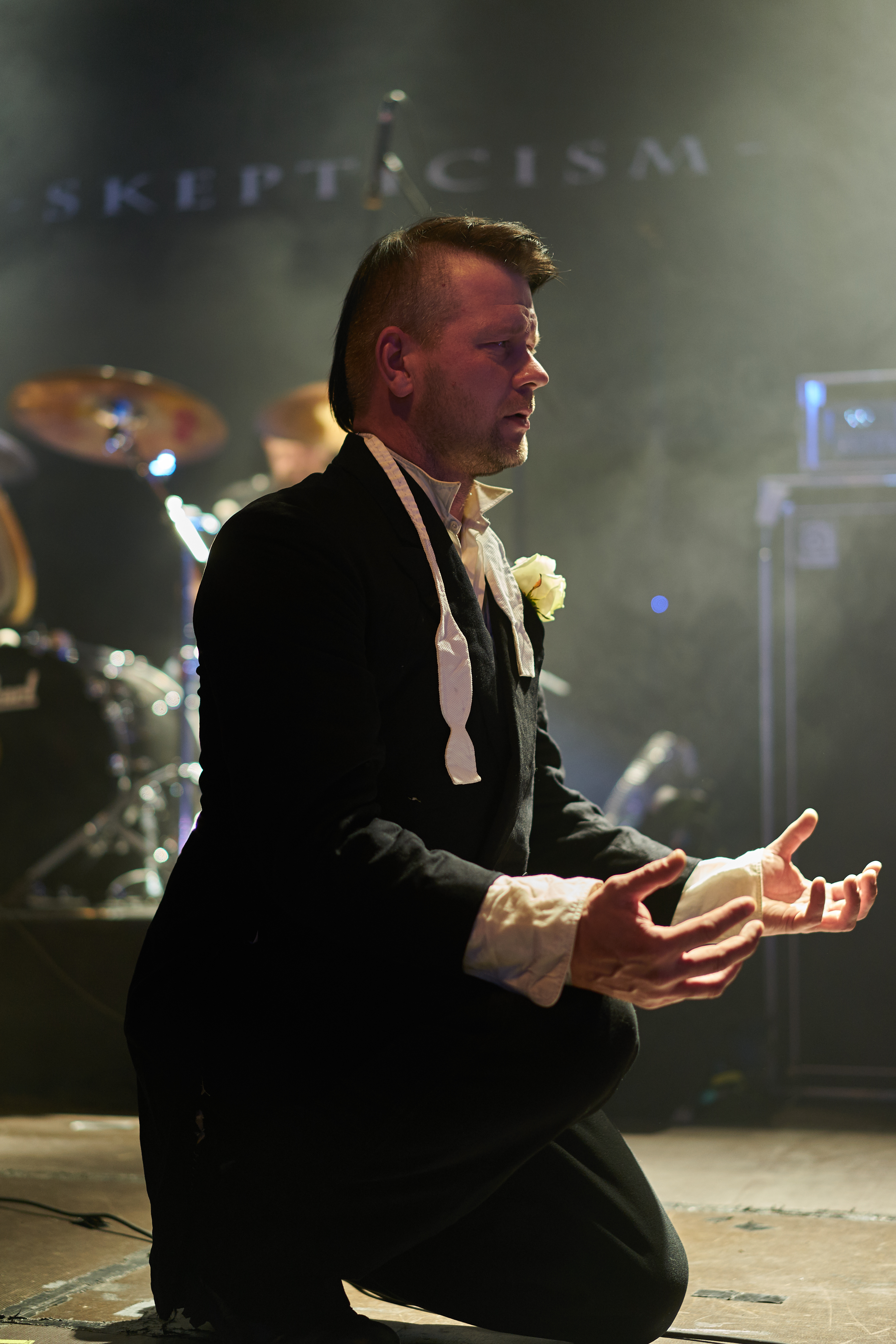
Matti Tilaeus all'Hammer of Doom 2015

Gli Skepticism esordiscono come band death metal, con una formazione che prevede: voce, due chitarre, basso e batteria. Lo stile musicale del gruppo comincia a variare con gli anni e con esso la formazione: il tastierista Eero Pöyry si sostituisce ad uno dei chitarristi.
Nel 1995 con la pubblicazione di Stormcrowfleet si definisce l'attuale formazione della band con l'abbandono del bassista Korpihete. L'utilizzo dell'organo ha permesso al gruppo di creare atmosfere cupe e ricche di tensione delineando sonorità uniche nel genere. Peculiare è l'atteggiamento del gruppo in merito alle pubblicazioni successive; i dischi Lead & Aether e Farmakon vengono preceduti da due EP, rispettivamente Ethere e The Process of Farmakon, contenenti versioni differenti della stessa traccia proposta negli album, si consideri ad esempio la traccia The March and the Stream e le tracce Backward Funeral and the Raven (contenuta in The Process of Farmakon) e The Raven and the Backward Funeral (contenuta in Farmakon).
Dopo cinque anni di silenzio, il 20 ottobre 2008 è uscito il loro quarto full-length, Alloy, pubblicato come i precedenti tramite Svart Records.
Nel 2015 un altro lungo periodo di silenzio discografico è stato interrotto dalla pubblicazione del nuova album intitolato Ordeal, la cui particolarità derivava dall'essere stato registrato interamente dal vivo presso il Klubi di Turku.
Dopo altri sei anni di apparente inattività, inframmezzata da qualche saltuaria esibizione dal vivo, nel 2021 è stato rilasciato il sesto full length Companion.

## Formazione

### Formazione attuale
- Matti Tilaeus - voce
- Jani Kekarainen - chitarra
- Eero Pöyry - tastiere
- Lasse Pelkonen - batteria

### Ex componenti
- J. Korpihete - basso (1991 - 1995)

## Discografia

### Album in studio
- 1995 - Stormcrowfleet
- 1998 - Lead and Aether
- 2003 - Farmakon
- 2008 - Alloy
- 2015 - Ordeal
- 2021 - Companion

### Demo
- 1994 - AEOTHE KAEAR

### EP
- 1997 - Ethere
- 1999 - Aes
- 2002 - The Process of Farmakon

### Singoli
- 1992 - Towards My End